# ノヨン・オール
ノヨン・オール（モンゴル語: Ноён уул）またはノイン・ウラとは、モンゴルのウランバートル北方、トゥブ県にある山で、西暦紀元前後の匈奴の古墳群によって知られる。

## 遺跡の概要
ノヨン・オールの「ノヨン」は領主、「オール」は山を意味する。
ノヨン・オールには200を越える古墳群があることで知られる。古墳群には規模の大きな方墳(日本でいう前方後方墳の形)が多く含まれている。
主な出土遺品には、青銅製容器・装身具・玉器・馬具と車蓋などその装具類がある。漢の遺物も多く出土しており、漆器には建平5年（紀元前2年）の銘があった。絹織物も多数出土した。一方、棺の下に敷いた毛氈や壁飾りの装飾はスキタイ・サルマタイの文物の特徴を持つという。
ノヨン・オール遺跡は1924年から1927年にかけてピョートル・コズロフ率いるソ連の探検隊によって調査された。出土品はエルミタージュに集められたが、中国製品が多かったために、中国考古学に通じた梅原末治が研究に参加した。ところがその後、研究者の多くがスターリンの大粛清の犠牲となり、報告書は長く刊行されなかった。そこで、梅原は日本で『蒙古ノイン・ウラ発見の遺物』(東洋文庫1960)を刊行し、その後ソ連でも1962年にセルゲイ・ルデンコ(考古学者)によるこの古墳の研究書が出版された。
1950年代にはモンゴル人研究者による発掘も行われ、2000年代には再びロシアとモンゴルとの共同発掘調査が行われた。